# Gambusia dominicensis
Gambusia dominicensis este o specie de pește de apă dulce. Uniunea Internațională pentru Conservarea Naturii a clasificat această specie ca fiind o specie pe cale de disparițe.